# Cerulean Studios
Cerulean Studios è una software house situata in Connecticut, Stati Uniti, nota per lo sviluppo di Trillian, un programma di messaggistica istantanea.
È stata fondata nel Maggio 1998 da Kevin Kurtz e Scott Werndorfer.